# Henry Faulds
Henry Faulds (1. června 1843, Beith – 24. března 1930, Wolstanton) byl skotský lékař, misionář a vědec, který je v současnosti znám pro svá zkoumání otisků prstů a položení základů daktyloskopie.

## Život

### Mládí
Henry Faulds se narodil do nepříliš zámožné rodiny v západní části Skotska. Ve věku třinácti let musel opustit školu a začal v Glasgow pracovat jako písař, aby finančně vypomohl rodině. V jedenadvaceti letech se zapsal na Filosofickou fakultu na univerzitě v Glasgow a zde studoval matematiku, logiku a klasické jazyky (řečtinu a latinu) a později také medicínu, jejíž studium na Anderson's Collage úspěšně dokončil.
Později se stal misionářem Skotské církve a roku 1871 byl vyslán do Britské Indie, kde pracoval v nemocnici pro chudé v Dárdžilingu. O dva roky později se oženil s Isabellou Wilsonovou a jako novomanželé odcestovali za Henryho posláním do Japonska.

### V Japonsku
Faulds založil první anglickojazyčnou misii v Japonsku roku 1874, včetně nemocnice a školicího centra pro japonské mediky. Seznamoval místní chirurgy s antiseptickými metodami Josepha Listera, spoluzaložil první japonskou společnost a následně i školu pro nevidomé a u blízkých vodních kanálů zřídil hlídky za účelem prevence utonutí. Přičinil se na zastavení epidemie vztekliny i cholery a léčil i pacienty s morem.
Faulds se naučil plynně japonsky a během svého lékařského působení napsal dva cestopisy a mnoho různých článků.
Když doprovázel svého přítele, archeologa Edwarda S. Morseho, povšiml si na vykopávkách otisků prstů dávných umělců. Na základě dalšího pozorování nabýval přesvědčení, že každý člověk má vzor otisků jedinečný.
Krátce poté byl chod jeho hospicu narušen, když policie zatkla člena personálu. Faulds ve snaze zprostit jej obvinění srovnal jeho otisky prstů s těmi, které byly zanechány na místě činu. A byly odlišné. Policejní složky následně uznaly přesvědčivost tohoto důkazu a zatčeného osvobodily. Ohledně forenzní daktylokopie se Faulds vyjádřil také v článku pro časopis Nature roku 1880.
V následných letech se Faulds dostal do neshody s Wiliamem J. Herschelem, který údajně pozoroval daný jev už dvacet let. Oba si vzájemně vyměňovali ostré dopisy a Herschel se snažil podat důkazy o svém prvenství.

### Návrat do Británie
Do vlasti se vrátil roku 1886, po neshodách s misionářskou společností zřizující jeho nemocnici, a své objevy ohledně otisků prstů předestřel Scotland Yardu, ale byl odmítnut hlavně kvůli nedostatečné průkaznosti objevu.
V příštích letech se věnoval lékařské praxi, a to až do roku 1922, kdy odešel do penze. Zemřel roku 1930 ve věku 86 let.

## Přijetí metody
Metoda identifikace pomocí otisků prstů byla poprvé zavedena skutečně sirem Herschelem v Indii v šedesátých letech devatenáctého století, Faulds na základě svých pozorování navrhl široké použití ve forenzních disciplínách a způsob snímání otisků v osmdesátých letech, ale o vědecké základy se přičinil až Francis Galton, který spočítal, že šance na shodu dvou otisků je jedna ku 64 miliardám, a tímto přesvědčil veřejnost o hodnověrnosti metody. Tato byla tedy regulérně používána od konce 19. století – první vražda, která byla vyřešena díky otiskům prstů, se stala roku 1892 v Argentině. Preventivní identifikace zločinců sejmutím jejich otisků byla zavedena Scotland Yardem roku 1901 a brzy se ukázala jako mimořádně účelná.